# 新疆细叶芹
新疆细叶芹（学名：Chaerophyllum prescottii）是伞形科细叶芹属的植物。分布于俄罗斯以及中国大陆的新疆等地，多生在杂草丛、山地森林河谷、灌丛及草原洼地等处，目前尚未由人工引种栽培。